# David Johnston
David Lloyd Johnston (28 de junio de 1941) es un académico, autor y estadista canadiense. Ha sido el vigésimo octavo gobernador general de Canadá y presidente de la Universidad de Waterloo, en Ontario, Canadá.

## Vida política y negocios
David Johnston fue moderador de varios debates políticos televisados, entre los que se destacan el debate entre jefes de partidos previo a las elecciones federales de 1979 entre Pierre Trudeau, Joe Clark y Ed Broadbent; el debate de 1984 entre Brian Mulroney, John Turner y Ed Broadbent; y nuevamente en 1987, pero esta vez a nivel provincial, entre los jefes de partidos de Ontario: David Peterson, Bob Rae y Larry Grossman.
Fue comisario de la Comisión de valores mobiliarios de Ontario o Ontario Securities Commission de 1972 à 1979; Presidió algunos grupos de estudio gubernamentales tanto a nivel provincial como federal, como la mesa redonda nacional sobre economía y el medio ambiente (1988-1991), el grupo de trabajo sobre el acceso a la telecomunicación de alta velocidad (Industrie Canada, 2000-2001), entre otros. 
Aunque Johnston no se considera afiliado a un partido político en particular, se ha implicado activamente en debates y actividades políticas a lo largo de su carrera, primero como miembro del consejo administrativo del Conseil de l'unité canadienne ya en 1988; luego haciendo campaña con el comité a favor del  "Sí" en épocas del référendum de 1992 sobre el proyecto constitucional de Charlottetown. Además, fue co-présidente del comité de Montreal por el "No" del referéndum de independencia de Quebec de 1995 y codirector de un libro en contra  del Movimiento independentista de Quebec (1995)